# 阿尔比恩瀑布
阿尔比恩瀑布（英語：Albion Falls）是位於加拿大安大略省汉密尔顿的一個瀑布。
瀑布附近的景点有布鲁斯步道、酪乳瀑布、魔鬼潘趣碗、费尔克瀑布以及莫霍克运动公园莫霍克冰上中心。